# Manuel Gormaz Lisperguer
Manuel Gormaz Lisperguer (Santiago, 1780 - 15 de enero de 1839) fue un servidor público chileno. Hijo de don José Antonio Gormaz y Covarrubias y doña Juana Lisperguer Zenteno. Contrajo nupcias con María Mercedes Gutiérrez de Espejo y Pérez de Velasco (1813), de quien enviudó y volvió a casarse en 1823, con María del Carmen Carrera Aguirre.
Sirvió a la patria como Comisario Real, contador, superintendente de la Aduana de Valparaíso, Parlamentario. Electo senador del bando pipiolo (1824-1825 y 1825-1826), miembros de la Comisión de comercio y vicepresidente del Senado en 1826.